# بیمارستان برچمانت
بیمارستان برچمانت (انگلیسی: Birchmount Hospital) که با نام «بیمارستان گِـریس» (در لغت به‌معنای: لطف و برکت الهی) هم شناخته می‌شود، نام بیمارستانی در منطقهٔ اسکاربرو در شهر تورنتو است که در محلهٔ اگینکورت، تورنتو و در خیابان برچمانت واقع شده‌است.
این بیمارستان در سال ۱۹۸۵ توسط سپاه رستگاری افتتاح شد و اینک جزء شبکه سلامت اسکاربرو است.
بیمارستان برچمانت در سال ۲۰۰۳ به‌دنبال مرگ «تسه چی کوای» و به‌عنوان یکی از کانون‌های شیوع نشانگان تنفسی حاد (سارس) مورد توجه جهانیان قرار گرفت. نصب دستگاه تصویرسازی تشدید مغناطیسی با کوشش جری فیلیپس که نمایندهٔ مجلس از ناحیهٔ اسکاربرو-اگینکورت بود در سال ۲۰۱۰ به تصویب رسید.
از سال ۲۰۱۹ بخش‌های کودکان و زایمان این بیمارستان تعطیل شد و به‌دنبال تصمیم شبکه سلامت اسکاربرو مبنی بر کاهش بیمارستان‌هایش از سه به دو تا سال ۲۰۳۱ میلادی، احتمال دارد این بیمارستان برای همیشه بسته شود.